# Loi de Haüy
Pour les articles homonymes, voir Haüy.

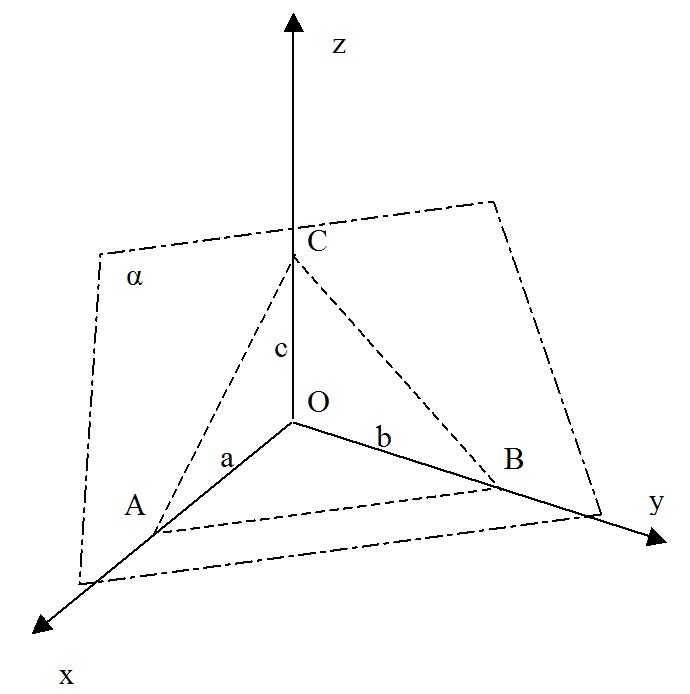
Haüy

La loi de Haüy, ainsi nommée d'après René Just Haüy, a été énoncée par en 1815 dans le domaine de la cristallographie : pour un cristal donné, « Si un bord d’un parallélépipède primitif subit un certain décroissement ou reste identique à lui même, les autres bords analogues subiront le même décroissement ou resteront identiques. Il en est de même pour les angles. ».  
Quelques décennies plus tard, on l'appelle aussi loi sur les indices rationnels simples, ou loi des troncatures rationnelles simples, avec un énoncé légèrement différent : « Les directions de plans qui se manifestent dans un cristal homogène par les propriétés vectorielles discontinues sont parmi celles qui, dans un certain système d'axes de coordonnées convenablement choisi, ont des caractéristiques en rapports rationnels simples. ». 
Constatée valable sur la plupart des minéraux, elle admet cependant des exceptions notables (par exemple la cobaltine ou la pyrite) qui peuvent présenter des formes où les décroissements n’ont lieu que sur un sommet ou une arête sur deux. 
Cette loi préfigure l'usage des indices de Haüy, devenus par la suite (par inversion) les indices de Miller, généralisables à tous les cristaux. 